# Fundoshi
 (mars 2013).
Si vous disposez d'ouvrages ou d'articles de référence ou si vous connaissez des sites web de qualité traitant du thème abordé ici, merci de compléter l'article en donnant les références utiles à sa vérifiabilité et en les liant à la section « Notes et références ».

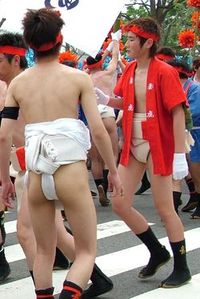
Fundoshi porté lors d'une matsuri.

Le fundoshi (褌) est le sous-vêtement traditionnel pour homme et femme du Japon. Courant au début du XXe siècle, le port du fundoshi a fortement régressé après la Seconde Guerre mondiale et l'occupation américaine. Dans la vie quotidienne, les sous-vêtements occidentaux ont aujourd'hui remplacé le fundoshi. Cependant, il reste utilisé dans les fêtes traditionnelles japonaises, porté seul ou avec une veste. Ce sous-vêtement est considéré comme un pagne japonais[Par qui ?].
Le fundoshi peut se présenter comme un long morceau de tissu rectangulaire. Il peut aussi être composé d'un rectangle de tissu, cousu sur un de ses petits côtés perpendiculairement à une ceinture.
Il existe aussi des modèles de fundoshi pour femmes.

## Variétés
Il existe de nombreuses variétés, mais voici les plus courantes :
- rokushaku fundoshi (六尺褌?)
- etchū fundoshi (越中褌?)
- mokko fundoshi (畚褌?)
- wari fundoshi (割褌?)
- kuroneko fundoshi (黒猫褌?)

### Rokushaku fundoshi
Rokushaku signifie littéralement 6 shaku, soit 228 cm environ. On considère que la mesure exacte pour chacun correspond à l'écartement des bras plus la moitié de celle-ci. Quant à la largeur, elle peut varier de 25 cm à 36 cm selon l'âge ou les goûts. Il découvre les hanches, les cuisses et les fesses. Temps estimé pour mettre le fundoshi : 10 à 20 secondes.

### Etchū fundoshi
Littéralement « qui dépasse de moitié ». D'une longueur qui correspond à l'écartement des bras. Il est en forme de T, une grande bande (semblable au rokushaku), avec de chaque côté une bande ou une ficelle qui se noue à la taille. Très simple à porter mais aussi très bon marché, il est le plus représenté. Il découvre les hanches et les cuisses. Temps estimé pour mettre le fundoshi : 5 secondes.

### Mokko fundoshi
On pourrait dire qu'il s'agit d'un rokushaku pré-noué. Il reproduit la forme de ce dernier. Mais il s'enfile comme un slip avec juste une ficelle à nouer sur le côté.
Il en existe deux sortes : l'originale qui découvre seulement les hanches et les cuisses, et la variante, aussi appelée T mokko, qui découvre les hanches, les cuisse et les fesses. Temps estimé pour mettre le fundoshi : 3 secondes.

### Wari fundoshi
Il s'agit d'un fundoshi de bain. Plus léger que les autres, mais qui reprend la forme du rokushaku fundoshi. Temps estimé pour mettre le fundoshi : 10 secondes.

### Kuroneko fundoshi
Il s'agit là encore d'un fundoshi de bain, plus léger que les autres, qui reprend aussi la forme du rokushaku fundoshi. Temps estimé pour mettre le fundoshi : 10 à 15 secondes.

## Fiction
Le mangaka Shin'ichi Sakamoto utilise le fundoshi comme un symbole de virilité dans sa série Nés pour cogner, publiée au Japon à partir de 2005 et en France à partir de 2008. L'intrigue entraîne un jeune homme bagarreur à participer à une compétition locale voyant ses semblables s'affronter à mains nues, vêtus d'un fundoshi, pour déterminer celui qui sera pour une année le Masuraou, le protecteur de la ville. L'humour du traitement de l'histoire (blagues sur la taille du pénis des héros, quiproquo sentimental, bagarres sans conséquences graves) est couplé à de plus sérieuses références à un idéal masculin traditionnel (des artisans et ouvriers adeptes du port du fundoshi sont présentés comme des figures paternelles respectables)[réf. nécessaire].